# Liste des châteaux du Renfrewshire
Cette liste recense les principaux châteaux du council area du Renfrewshire en Écosse.

## Liste
| Nom                       | Type         | Date        | Condition                | Propriétaire          | Localisation                                    | Notes                  | Image |
| ------------------------- | ------------ | ----------- | ------------------------ | --------------------- | ----------------------------------------------- | ---------------------- | ----- |
| Château de Barr           | Donjon       | XVIe siècle | En ruines                |                       | Lochwinnoch, 55° 47′ 18″ N, 4° 38′ 17″ O        | Classé en catégorie B. |       |
| Manoir de Blackhall       | Maison tour  | XVIe siècle | Restauré                 | Privé                 | Paisley, 55° 50′ 16″ N, 4° 24′ 41″ O            | Classé en catégorie B. |       |
| Tour de guet de Belltrees | Tour de guet | XVIe siècle | En ruines                |                       | Castle Semple Loch, 55° 47′ 40″ N, 4° 36′ 53″ O |                        |       |
| Château de Semple         | Manoir       | 1735        | En ruines                |                       | Castle Semple Loch, 55° 48′ 25″ N, 4° 35′ 37″ O | Classé en catégorie B. |       |
| Château de Cochrane       |              |             | Reste une tour en ruines |                       | Johnstone, 55° 49′ 17″ N, 4° 31′ 36″ O          | Classé en catégorie C. |       |
| Château d'Erskine         |              |             |                          |                       |                                                 |                        |       |
| Château de Gryffe         | Manoir       |             | Reconstruit en 1854      |                       | Crosslee, 55° 51′ 46″ N, 4° 34′ 57″ O           | Classé en catégorie B. |       |
| Château de Hawkhead       | Manoir       |             | Disparu                  |                       | Paisley                                         |                        |       |
| Château de Houston        | Manoir       | XVIe siècle | Préservé                 |                       | Houston, 55° 52′ 17″ N, 4° 32′ 26″ O            | Classé en catégorie B. |       |
| Château d'Inch            |              |             |                          |                       |                                                 |                        |       |
| Château d'Inchinnan       |              |             |                          |                       |                                                 |                        |       |
| Château de Johnstone      | Manoir       |             | Préservé                 |                       | Johnstone, 55° 49′ 40″ N, 4° 30′ 28″ O          | Classé en catégorie B. |       |
| Château de Ranfurly       |              |             | En ruines                |                       | Bridge of Weir                                  |                        |       |
| Château de Renfrew        | Tour         | XIIe siècle | En ruines                | Privé                 | Renfrew, 55° 52′ 42″ N, 4° 22′ 40″ O            |                        |       |
| Château de Stanely        | Maison-tour  | XVe siècle  | En ruines                | Paisley Water Company | Paisley, 55° 49′ 24″ N, 4° 27′ 15″ O            | Classé en catégorie B. |       |